# Hojovice

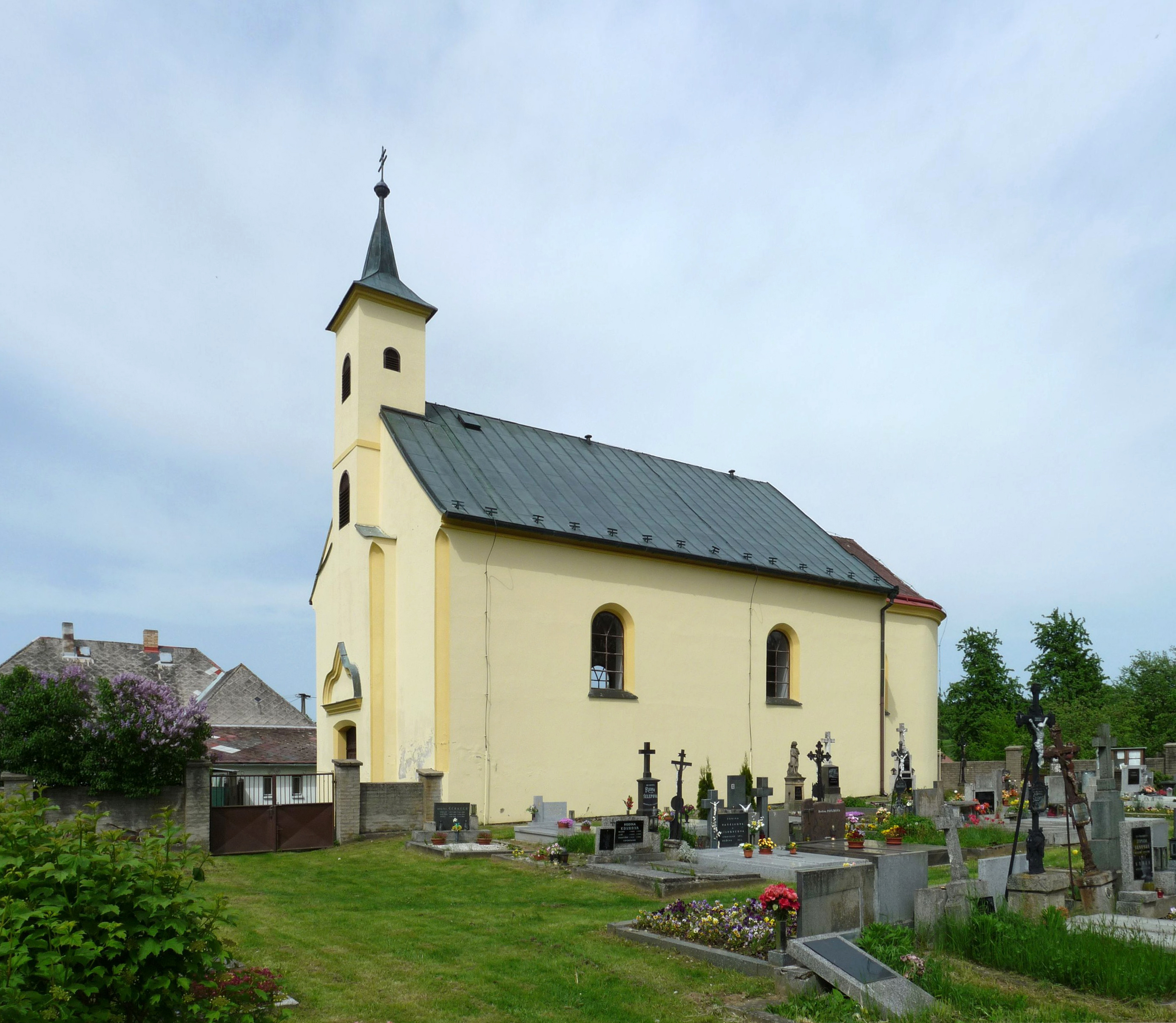
Dorfkirche

Hojovice (deutsch Hojowitz) ist eine Gemeinde in Tschechien. Sie liegt sechs Kilometer südwestlich von Černovice und gehört zum Okres Pelhřimov.

## Geographie
Hojovice befindet sich im Südwesten der Böhmisch-Mährischen Höhe. Das Dorf liegt rechtsseitig des Baches Hojovický potok oberhalb dessen Einmündung in den Černovický potok.
Südlich erhebt sich der Podustupky (611 m), im Südwesten die Strážka (565 m), westlich der Strážiště (604 m) und Choustník (689 m) sowie im Nordwesten die Kopaniny (614 m).
Nachbarorte sind Pazderna, Vlčeves und Svatá Anna im Norden, Panské Mlýny und Vlkosovice im Nordosten, Chválkov und Rutov im Osten, Krapadlí, Hájek, Mirotín und Bořetín im Südosten, Annovice, Drunče und Březina im Süden, Psárov und Tříklasovice im Südwesten, Předboř und Choustník im Westen sowie Mlýny und Zárybničí im Nordwesten.

## Geschichte
Die erste schriftliche Erwähnung von Hojovice erfolgte im Jahre 1318.
Zu dem Besitzern gehörte Ignaz Freiherr von Stillfried, der die Güter Hojovice und Chválkov 1796 zusammen mit der Herrschaft Červená Lhota erwarb.
Nach der Aufhebung der Patrimonialherrschaften bildete Hojovice ab 1850 eine Gemeinde in der Bezirkshauptmannschaft Pelhřimov. Ab 1905 gehörte die Gemeinde zur Bezirkshauptmannschaft Kamenice. Nach der Aufhebung des Okres Kamenice nad Lipou wurde Hojovice mit Beginn des Jahres 1961 dem Okres Pelhřimov zugeordnet. 1980 wurde Hojovice nach Černovice eingemeindet. Seit 1992 besteht die Gemeinde wieder.

## Gemeindegliederung
Für die Gemeinde Hojovice sind keine Ortsteile ausgewiesen.

## Sehenswürdigkeiten
- barocke Kirche des hl. Wenzel, der einschiffige Bau entstand 1713 als Kapelle und wurde 1871 erweitert.
- Ruine der Burg Choustník, westlich des Dorfes auf dem gleichnamigen Berg